# Brian Wellman
Brian Wellman, född den 8 september 1967 på Bermuda, är en tidigare friidrottare som tävlade i tresteg.
Wellman tillhörde världseliten i tresteg under 1990-talet. Hans första mästerskapsfinal var VM-finalen 1991 då han slutade sexa. Han blev femma vid Olympiska sommarspelen 1992. Hans första stora merit var guldet vid inomhus-VM 1995 då han hoppade 17,72 meter. Han blev tvåa vid VM 1995 i Göteborg efter Jonathan Edwards med ett hopp på 17,62 (dock i för stark medvind).
Han var i final vid Olympiska sommarspelen 1996 då han blev sexa. Hans sista stora final var VM-finalen 2001 då han blev sexa.

## Personliga rekord
- Tresteg - 17,62 meter (inomhus 17,72 meter)